# Jan Mroziński

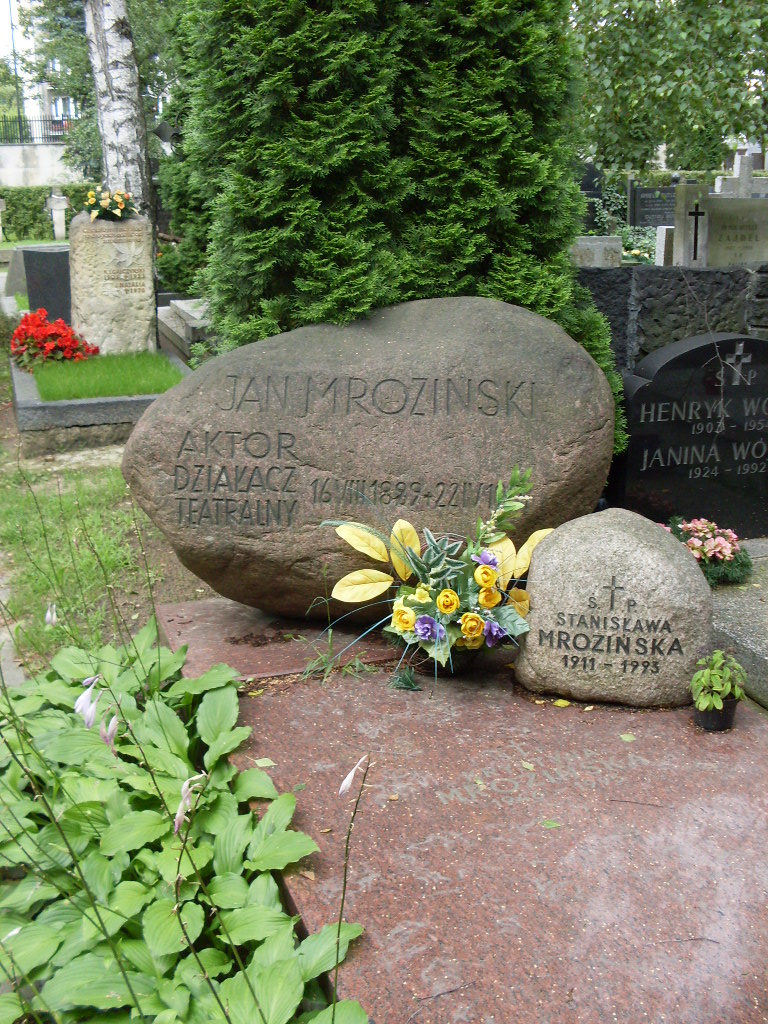
Grób Jana Mrozińskiego na Wojskowych Powązkach

Jan Mroziński (ur. 28 sierpnia 1899 w Warszawie, zm. 22 kwietnia 1954 w Warszawie) – polski aktor i organizator życia teatralnego. Organizator i dyrektor Miejskich Teatrów Dramatycznych w Warszawie. Inspektor widowisk Rady Narodowej m.st. Warszawy. W latach 1923–1939 łódzki aktor w stałym zespole Teatru Miejskiego w Łodzi.

## Życiorys
Syn Wiktora. Absolwent gimnazjum im. Władysława IV w Warszawie. W latach 1918–1921 grał w teatrach warszawskich, potem w latach 1923–1939 Teatrze Miejskim w Łodzi.
W czasie okupacji powrócił do Warszawy gdzie występował w kawiarniach.
Od września 1944 był kierownikiem Referatu Kultury i Sztuki Rady Narodowej m.st. Warszawy. Zorganizował Teatr Miasta Stołecznego Warszawy na ul. Inżynierskiej w sali kina Syrena, a później Teatr Popularny przy ul. Zamoyskiego i Teatr Mały przy ul. Marszałkowskiej 81 w sali po kinie Mignon (pierwszy powojenny teatr w lewobrzeżnej Warszawie). Zainicjował powstanie Miejskich Teatrów Dramatycznych skupiających 5 scen warszawskich, a następnie został ich dyrektorem. W latach 1947–1948 był aktorem warszawskich teatrów Muzycznego i Nowego, od 1948 do 1951 aktorem i dyrektorem Ludowego Teatru Muzycznego, a następnie członkiem zespołu Teatru Domu Wojska Polskiego w Łodzi.
Uchwałą Rady Państwa z 8 stycznia 1954 został odznaczony Krzyżem Kawalerskim Orderu Odrodzenia Polski w związku z 40-leciem pracy aktorskiej. Zmarł 22 kwietnia 1954 i został pochowany na Cmentarzu Wojskowym na Powązkach w Warszawie (kwatera A2-12-18).